# La Llenguadera (Toló)
La Llenguadera és un indret del terme municipal de Gavet de la Conca, a l'antic terme de Sant Salvador de Toló, al Pallars Jussà, en territori que havia estat del poble de Toló.
El lloc és al sud de Toló i al sud-est del Tossal del Vigatà. Queda al nord mateix del Corral del Ponça, a ponent de la carretera L-911.